# Химик (футбольный клуб, Белореченск)
«Химик» — российский футбольный клуб из Белореченска, Краснодарский край. Основан в 1989 году.

## История
Обладатель кубка и Суперкубка Краснодарского края 1988 года. В 1992 году клуб занял 3-е место в первой зоне второй лиги, это лучшее его достижение в первенствах СССР и России.
В 2013 году тренером «Химика» стал заслуженный специалист Софербий Ешугов. В состав команды вошли такие игроки, как вратарь Евгений Шамрин (экс-«СКА-Энергия»), опытные защитники Георгий Микадзе и приехавший из молдавского чемпионата Николай Титученко, известные по выступлениям за «Торпедо» молдавские полузащитники Александр и Сергей Намашко, нападающие Антон Мамонов и воспитанник ЦСКА Алексей Волков. Летом к ним присоединились, в частности, хавбек Константин Белов и известный форвард Виталий Бурмаков.
Под руководством Ешугова «Химик» стал обладателем кубка и чемпионом Краснодарского края 2013 года, причем Бурмаков стал лучшим бомбардиром первенства. Команда также выиграла Суперкубок Краснодарского края. Однако в 2014 году руководство не смогло обеспечить выступление клуба не только во втором дивизионе, но и в краевых соревнованиях.

## Результаты
| Сезон | Лига                       | Место                                          | И                                              | В                                              | Н                                              | П                                              | Мячи                                           | О                                              | Примечания                                  |
| ----- | -------------------------- | ---------------------------------------------- | ---------------------------------------------- | ---------------------------------------------- | ---------------------------------------------- | ---------------------------------------------- | ---------------------------------------------- | ---------------------------------------------- | ------------------------------------------- |
| 1989  | Вторая лига, зона 3        | 14 из 22                                       | 42                                             | 15                                             | 6                                              | 21                                             | 39-51                                          | 36                                             |                                             |
| 1990  | Вторая низшая лига, зона 4 | 8 из 17                                        | 32                                             | 12                                             | 7                                              | 13                                             | 40-44                                          | 31                                             | 1/32 финала Кубка РСФСР для команд 2-й лиги |
| 1991  | Вторая низшая лига, зона 4 | 6 из 22                                        | 42                                             | 21                                             | 8                                              | 13                                             | 54-47                                          | 48                                             | 1/64 финала Кубка РСФСР для команд 2-й лиги |
| 1992  | Вторая лига, зона 1        | 3 из 20                                        | 38                                             | 24                                             | 5                                              | 9                                              | 70-45                                          | 53                                             | 1/128 финала Кубка России 1992/93           |
| 1993  | Вторая лига, зона 2        | 11 из 16                                       | 30                                             | 10                                             | 6                                              | 14                                             | 43-42                                          | 26                                             | 1/64 финала Кубка России 1993/94            |
| 1994  | Третья лига, зона 1        | снялся по ходу сезона, результаты аннулированы | снялся по ходу сезона, результаты аннулированы | снялся по ходу сезона, результаты аннулированы | снялся по ходу сезона, результаты аннулированы | снялся по ходу сезона, результаты аннулированы | снялся по ходу сезона, результаты аннулированы | снялся по ходу сезона, результаты аннулированы | 1/128 финала Кубка России 1994/95           |

## История названий
- 1989 — МЦОП[3]
- 1990—1994 — «Химик»
- 1997—1998 — «Динамо»
- 1999 — «Химик-Динамо»
- 2000—2002 — «Химик»
- 2003—2004 — «Университет»
- 2005—2008 — ФК «Белореченск»
- 2013 — «Химик»